# Jarosławskoje (obwód kurgański)
Jarosławskoje (ros. Ярославское) – wieś (sieło) w Rosji, w obwodzie kurgańskim, w rejonie pritobolnym. W 2010 liczyła 384 mieszkańców.